# Parlamentswahl in Frankreich 1981
Die Parlamentswahl in Frankreich 1981 fand am 14. und 21. Juni statt. In Polynesien fand die Wahl am 21. und 28. Juni statt; in Wallis und Futuna fand die Wahl am 28. Juni und am 5. Juli statt. Gewählt wurden alle 491 Abgeordneten der Nationalversammlung.

## Ergebnis

### Vorläufiges Ergebnis (Metropolitan-Frankreich und Übersee-Frankreich)
- Drei Wahlkreise (Polynésie I, Polynésie II und Wallis-et-Futuna) sind ausgeschlossen.

| Listen                                            | Listen                                  | 1. Wahlgang | 1. Wahlgang | 1. Wahlgang | 2. Wahlgang | 2. Wahlgang | 2. Wahlgang | Mandate Gesamt |
| Listen                                            | Listen                                  | Stimmen     | %           | Mandate     | Stimmen     | %           | Mandate     | Mandate Gesamt |
| ------------------------------------------------- | --------------------------------------- | ----------- | ----------- | ----------- | ----------- | ----------- | ----------- | -------------- |
|                                                   | Parti socialiste – Radicaux de gauche 1 | 9.432.362   | 37,5        | 48          | 9.198.332   | 49,3        | 235         | 283            |
|                                                   | Rassemblement pour la République        | 5.231.269   | 20,8        | 50          | 4.174.302   | 22,4        | 33          | 83             |
|                                                   | Union pour la démocratie française 2    | 4.827.437   | 19,2        | 43          | 3.479.363   | 18,6        | 18          | 61             |
|                                                   | Parti communiste français               | 4.065.540   | 16,2        | 7           | 1.303.587   | 7,0         | 37          | 44             |
|                                                   | Divers droite 3                         | 704.788     | 2,8         | 7           | 408.861     | 2,2         | 4           | 11             |
|                                                   | Extrême gauche                          | 334.674     | 1,3         | –           | 3.517       | 0,0         | –           | –              |
|                                                   | Écologistes                             | 271.688     | 1,1         | –           | –           | –           | –           | –              |
|                                                   | Divers gauche                           | 183.010     | 0,7         | 1           | 97.066      | 0,5         | 5           | 6              |
|                                                   | Extrême droite                          | 90.422      | 0,4         | –           | –           | –           | –           | –              |
| Gesamt                                            | Gesamt                                  | 25.141.190  | 100         | 156         | 18.665.028  | 100         | 332         | 488            |
|                                                   |                                         |             |             |             |             |             |             |                |
| Ungültige Stimmen                                 | Ungültige Stimmen                       | 367.610     | 1,4         |             | 512.678     | 2,7         |             |                |
| Wähler                                            | Wähler                                  | 25.508.800  | 70,4        |             | 19.177.706  | 74,5        |             |                |
| Wahlberechtigte                                   | Wahlberechtigte                         | 36.257.433  |             |             | 25.757.374  |             |             |                |
|                                                   |                                         |             |             |             |             |             |             |                |
| Quellen: Innenministerium, Bulletin d’information |                                         |             |             |             |             |             |             |                |

- 1 Mandate: 269 PS (47 + 222); 14 RDG (1 + 13).
- 2 Mandate: 32 UDF/PR (23 + 9); 19 UDF/CDS (13 + 6); 2 UDF/PRV (2 + 0); 8 UDF (5 + 3).
- 3 Mandate: 5 CNIP (5 + 0).

### Amtliche Statistik (Metropolitan-Frankreich, 1. Wahlgang)
| Wahl                                           | Wahl                               | Stimmen    | %    |  |
| ---------------------------------------------- | ---------------------------------- | ---------- | ---- |  |
|                                                | Parti socialiste                   | 9.021.552  | 36,3 |  |
|                                                | Rassemblement pour la République   | 5.175.433  | 20,8 |  |
|                                                | Union pour la démocratie française | 4.780.490  | 19,3 |  |
|                                                | Parti communiste français          | 4.003.444  | 16,1 |  |
|                                                | Divers droite                      | 655.418    | 2,6  |  |
|                                                | Radicaux de gauche                 | 354.632    | 1,4  |  |
|                                                | Extrême gauche                     | 330.454    | 1,3  |  |
|                                                | Écologistes                        | 270.392    | 1,1  |  |
|                                                | Divers gauche                      | 141.583    | 0,6  |  |
|                                                | Extrême droite                     | 89.885     | 0,4  |  |
| Gesamt                                         | Gesamt                             | 24.823.283 | 100  |  |
|                                                |                                    |            |      |  |
| Ungültige Stimmen                              | Ungültige Stimmen                  | 351.987    | 1,4  |  |
| Wähler                                         | Wähler                             | 25.175.270 | 70,9 |  |
| Wahlberechtigte                                | Wahlberechtigte                    | 35.530.020 |      |  |
|                                                |                                    |            |      |  |
| Quellen: Amtliche Statistik (Innenministerium) |                                    |            |      |  |

### Überseefrankreich
| Gebiet                    | Gebiet                   | Mandate |
| ------------------------- | ------------------------ | ------- |
| Départements d’outre-mer  | Guadeloupe               | 3       |
| Départements d’outre-mer  | Guyane                   | 1       |
| Départements d’outre-mer  | Martinique               | 3       |
| Départements d’outre-mer  | La Réunion               | 3       |
| Départements d’outre-mer  | Saint-Pierre-et-Miquelon | 1       |
| Collectivité territoriale | Mayotte                  | 1       |
| Territoires d'outre-mer   | Nouvelle-Calédonie       | 2       |
| Territoires d'outre-mer   | Polynésie                | 2       |
| Territoires d'outre-mer   | Wallis-et-Futuna         | 1       |
| Gesamt                    | Gesamt                   | 17      |

### Sitze insgesamt
| Gebiet                  | Gebiet                          | 1. Wahlgang | 2. Wahlgang | Gesamt |
| ----------------------- | ------------------------------- | ----------- | ----------- | ------ |
| Metropolitan-Frankreich | Metropolitan-Frankreich         | 154         | 320         | 474    |
| Übersee-Frankreich      | 14./21. Juni                    | 2           | 12          | 14     |
| Übersee-Frankreich      | 21./28. Juni – 28. Juni/5. Juli | 1           | 2           | 3      |
| Gesamt                  | Gesamt                          | 157         | 334         | 491    |

## Fraktionen
|                                                                          |                                          |             |             |             |
| Fraktion                                                                 | Fraktion                                 | Abgeordnete | Abgeordnete | Abgeordnete |
| Fraktion                                                                 | Fraktion                                 | Mitglieder  | Assoziierte | Gesamt      |
|                                                                          | Socialiste (SOC)                         | 265         | 20          | 285         |
|                                                                          | Rassemblement pour la République (RPR)   | 79          | 9           | 88          |
|                                                                          | Union pour la démocratie française (UDF) | 51          | 11          | 62          |
|                                                                          | Communiste (COM)                         | 43          | 1           | 44          |
|                                                                          | Fraktionslose Abgeordnete                | –           | –           | 11          |
|                                                                          | Vakante Sitze 1                          | –           | –           | 1           |
| Gesamt                                                                   | Gesamt                                   | Gesamt      | Gesamt      | 491         |
|                                                                          |                                          |             |             |             |
| Quelle: Journal officiel – Assemblée nationale, Séance du 3 Juillet 1981 |                                          |             |             |             |

- 1 Wahlkreis Polynésie II (die Stichwahl fand am 5. Juli statt)

## Bibliografie
- Les Élections legislatives de 1981, Ministère de l’intérieur